# Max Linder og Lopperne
Max Linder og Lopperne er en fransk stumfilm fra 1912 af Max Linder.

## Medvirkende
- Max Linder.
- Stacia Napierkowska.
- Jane Renouardt.